# Phaecasiophora amoena
Phaecasiophora amoena es una especie de polilla perteneciente al género Phaecasiophora, categorizada en la tribu Olethreutini, de la subfamilia Olethreutinae.

## Distribución
Se distribuye por Asia: en China, en la ciudad de Hualien (Hungyeh Spa).

## Taxonomía
Fue descrita por Kawabe en 1986. La especie se encuentra registrada y publicada en Ent. Papers Pres. Kurosawa: 77.